# Speed (band)
SPEED (Japans: スピード supiedo) is een Japanse meidengroep, opgericht in 1996. De groep bestaat uit de zangeressen Hiroko Shimabukuro, Eriko Imai, Takako Uehara en Hitoe Arakaki. Alle leden zijn afkomstig uit Okinawa.
De groep beleefde haar grootste successen eind jaren 90. In deze periode verkocht ze 20 miljoen albums en singles, wat de groep de bestverkopende meidengroep in Japan maakte (een record dat ze nog altijd in handen heeft). De groep besloot na enorme successen op het hoogtepunt te stoppen: op 31 mei 2000 ging de groep uit elkaar. Hun bekendste nummers zijn White love, My graduation, Steady en All My True Love.
In de jaren erna komt de groep nog enkele keren bij elkaar voor het goede doel, en in augustus 2008 besluiten ze definitief weer samen verder te gaan.

## Discografie

### Albums
- 1997: Starting Over
- 1998: Rise
- 1998: Moment (compilatie)
- 1999: Carry on My Way
- 2000: Speed The Memorial Best 1335days Dear Friends 1 (compilatie)
- 2000: Speed The Memorial Best 1335days Dear Friends 2 (compilatie)
- 2001: Speed Memorial Live “One More Dream” + Remix (live)
- 2004: Best Hits Live: Save the Children Speed Live 2003 (live)
- 2009: Speedland: The Premium Best Re Tracks

### Nummer 1 hits
- 1997: Go! Go! Heaven
- 1997: White Love
- 1998: My Graduation
- 1998: Alive
- 1998: All My True Love